# Acidosasa brilletii
Acidosasa brilletii är en gräsart som först beskrevs av Aimée Antoinette Camus, och fick sitt nu gällande namn av Chi Son Chao och Stephen Andrew Renvoize. Acidosasa brilletii ingår i släktet Acidosasa och familjen gräs. Inga underarter finns listade i Catalogue of Life.